# Canadian Light Source

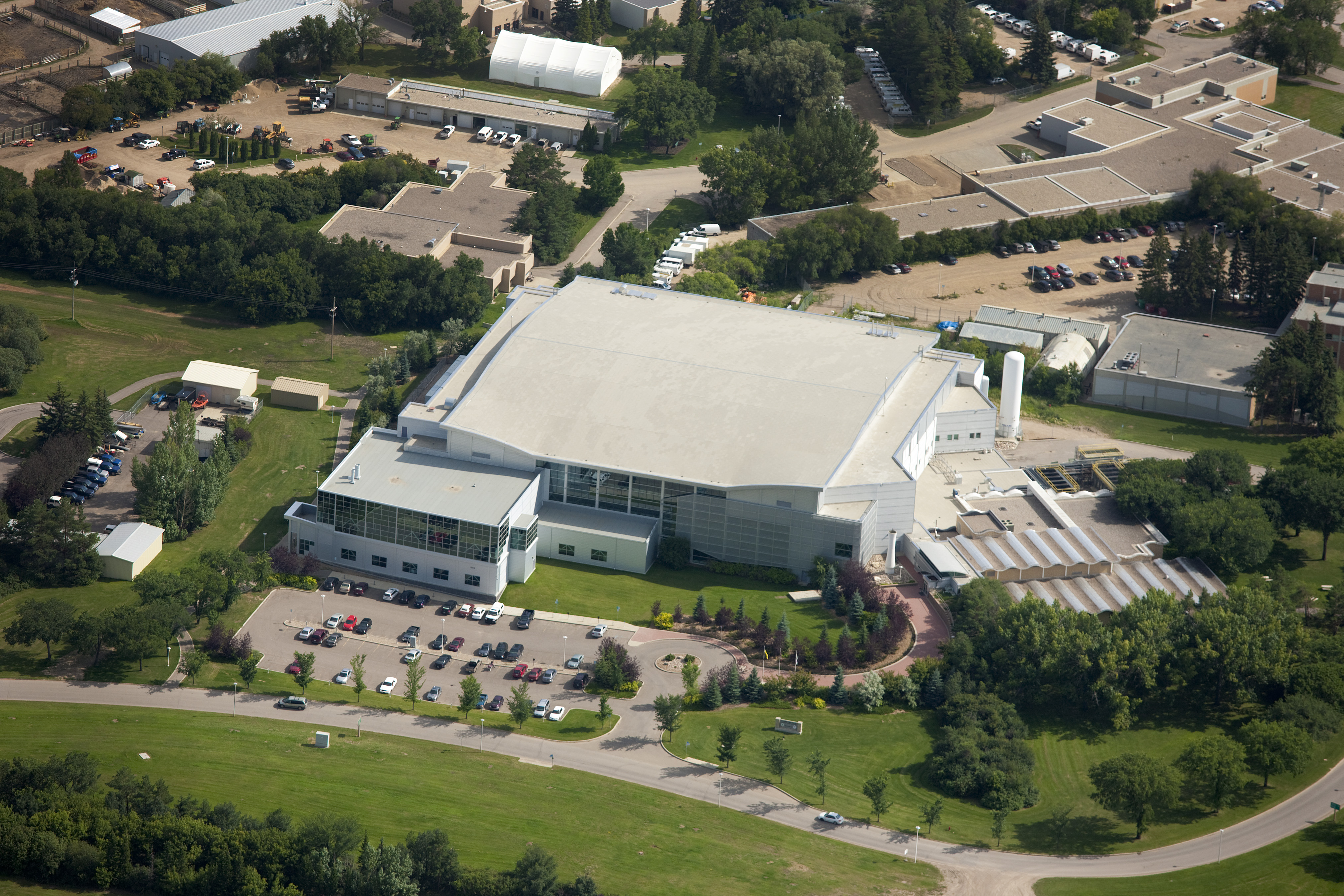
Visão aérea do prédio da Fonte de Luz Canadense.

A Fonte de Luz Canadense (CLS) (em francês:  Centre canadien de rayonnement synchrotron – CCRS, em inglês: Canadian Light Source) é a única instalação de luz síncrotron do Canadá, e está localizada na Universidade de Saskatchewan, em Saskatoon, Saskatchewan. O CLS tem um anel de armazenamento de terceira geração (2,9 GeV), e o edifício ocupa uma superfície do tamanho de um campo de futebol canadense.
Inaugurado em 2004, após 30 anos de campanha da comunidade científica canadense para a construção de um síncrotron no país. Desde a abertura, o CLS tem se expandido tanto no número de linhas de luz, quanto na estrutura do prédio. Entre as visitas oficiais, estão a Rainha Elizabeth II e o Príncipe Philip. Por ser uma estrutura síncrotron Nacional, o CLS já recebeu mais de 1000 usuários individuais, abriga os cientistas de todas as regiões do Canadá, e cerca de 20 outros países. A pesquisa no CLS abrange de vírus aos supercondutores e aos dinossauros, e tem sido reconhecido por sua ligação com a indústria 
e seus programas de educação escolar.

## História

### O caminho para o CLS: 1972-1999

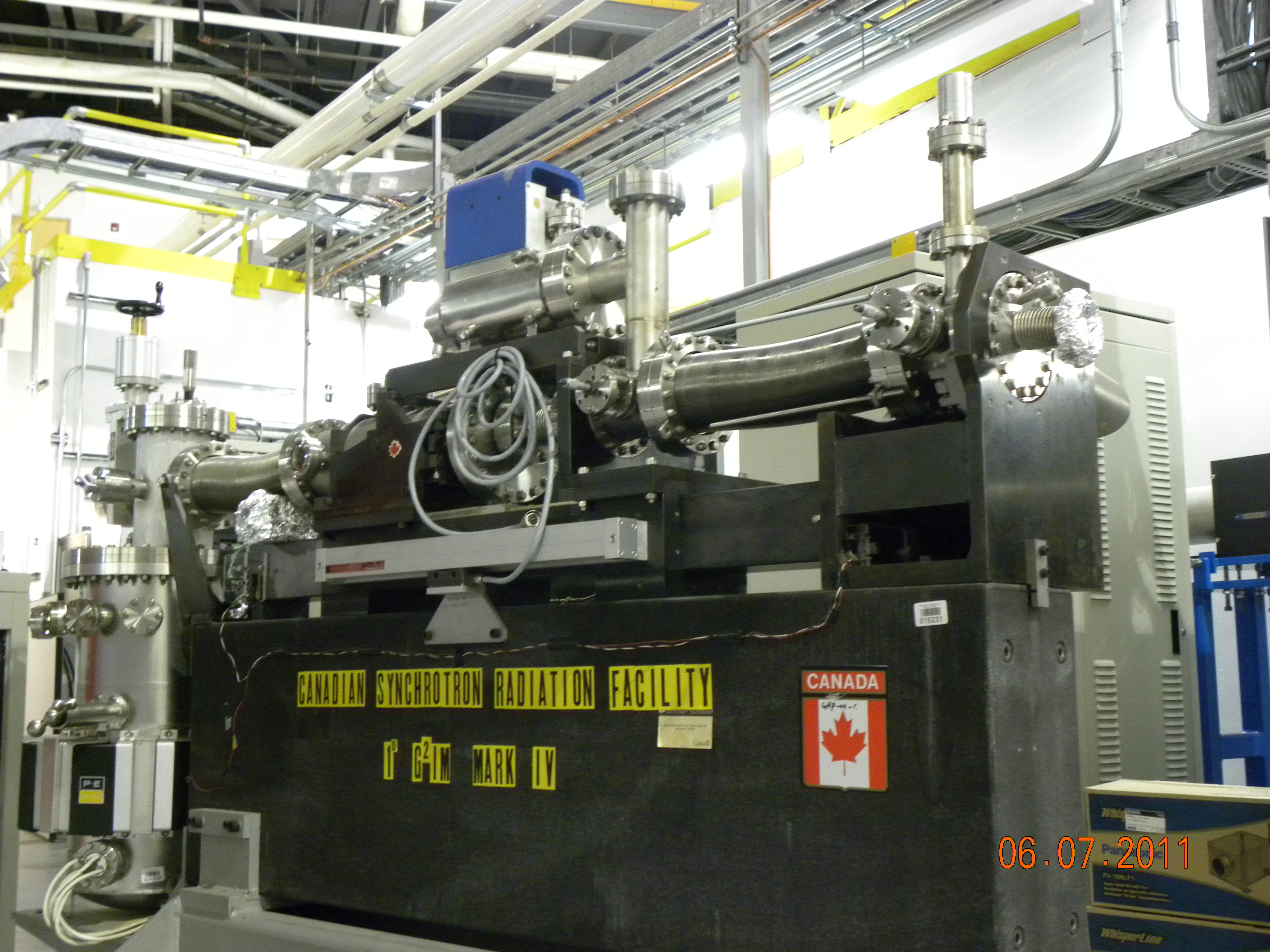
O monocromador da primeira linha CSRF, agora, uma peça de museu no CLS.

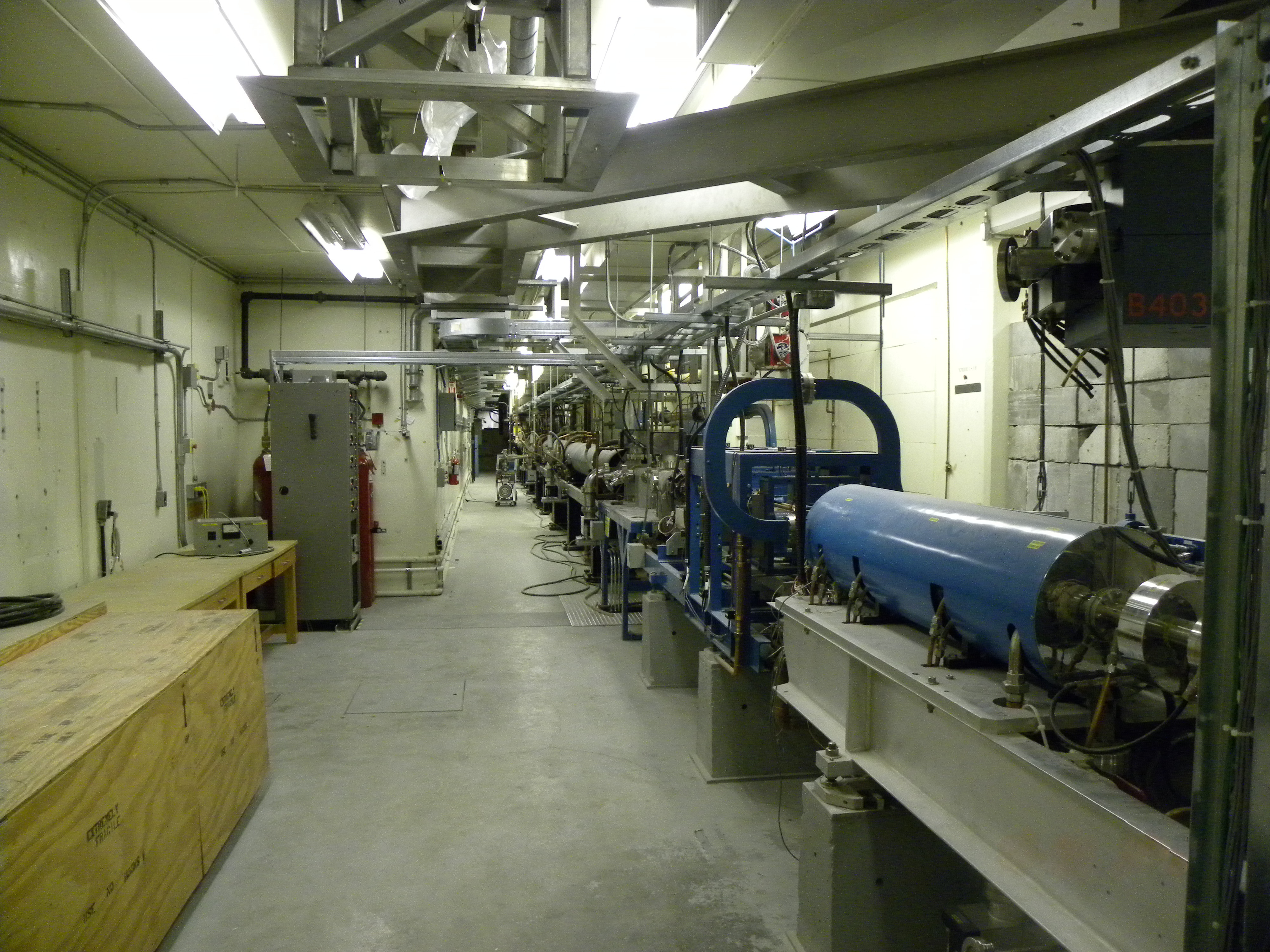
O SAL LINAC, visto no CLS em 2011.

O interesse canadense em radiação síncrotron data de 1972, quando Bill McGowan, da Universidade de Western Ontario (UWO) organizou um seminário sobre a sua utilização. Naquele tempo não haviam usuários de radiação síncrotron no Canadá. Em 1973, McGowan apresentou, sem êxito, uma proposta para o Conselho Nacional de Pesquisa (NRC) para um estudo de viabilidade sobre uma possível fonte de luz síncrotron no Canadá. Em 1975, a proposta de construção de uma fonte de luz síncrotron no Canadá foi submetido a NRC. Este foi também sem êxito. Em 1977, Mike Bancroft, também da UWO, apresentou uma proposta para NRC para construir uma linha de luz canadense, como o Canadense Synchrotron Radiation Facility (CSRF), existente no Centro de Radiação Síncrotron na Universidade de Wisconsin-Madison, EUA, e, em 1978, o recém-criado NSERC concedeu o financiamento de capital. CSRF, de propriedade e operado pela NRC, cresceu com a linha de luz inicial para um total de três linhas em 1998.
Uma pressão adicional para uma fonte de luz síncrotron canadense começou em 1990, com a formação do Instituto Canadense para a Radiação Síncrotron (CISR), iniciada por Bruce Bigham da AECL. AECL e TRIUMF mostraram interesse em projetar o anel, mas o Saskatchewan Accelerator Laboratory (SAL) na Universidade de Saskatchewan, tornou-se proeminente no projeto. Em 1991, CISR apresentou uma proposta para NSERC para um projeto final do estudo. Esta foi recusada, mas em anos posteriores, sob a presidência de Pedro Morand, NSERC tornou-se mais favorável. Em 1994, NSERC comité recomendou uma fonte de luz canadense em seguida, uma comissão no NSERC foi formada para selecionar entre duas propostas para hospedar tal instituição, das Universidades de Saskatchewan e de Western Ontario. Em 1996, este comitê recomendou que a fonte de luz canadense fosse construída na província de Saskatchewan.
Com o NSERC incapaz de fornecer os fundos necessários, não estava claro que o financiamento viria de. Em 1997, a Fundação para a Inovação do Canadá (CFI) foi criada para financiar grandes projetos científicos, possivelmente, fornecer um mecanismo para financiar o CLS. Em 1998, a Universidade de Saskatchewan, a equipe liderada por Dennis Skopik, o diretor do SAL, apresentou uma proposta ao CFI. A proposta foi para fincanciar 40% dos custos de construção, com o dinheiro restante tendo que vir de outro lugar. Montar esses fundos tem sido chamado de "um esforço de nível sem precedentes de colaboração entre governos, universidades e indústria no Canadá" e Bancroft – líder do lance  rival UWO – disse "Hercúlea" os esforços de Saskatchewan na obtenção de fundos da Universidade, da Cidade de Saskatoon, Saskatchewan Power, NRC, o Governo da província de Saskatchewan, e da Diversificação Económica Ocidental. Em cima da hora, CFI, disse que aos proponentes de que ela não iria aceitar o SAL LINAC como parte da proposta, e o consequente défice foi espontaneamente coberto em parte pelo anúncio pelo conselho da cidade de Saskatoon e, em seguida, o Prefeito Henry Dayday disse que eles iriam duplicar a sua contribuição se os outros parceiros também o fizessem. Em 31 de Março de 1999, o sucesso da proposta para o CFI foi anunciado.
No mês seguinte, Skopik aceitou uma posição no Laboratório Thomas Jefferson , nos EUA. Ele decidiu não permanecer como diretor da instalação em Saskatoon devido a sua experiência ser em partículas subatômicas, e, ele argumentou que a cabeça do CLS, deve ser um pesquisador especializado na utilização de tais instalações. Seu sucessor foi o Mike Bancroft

## Ciência

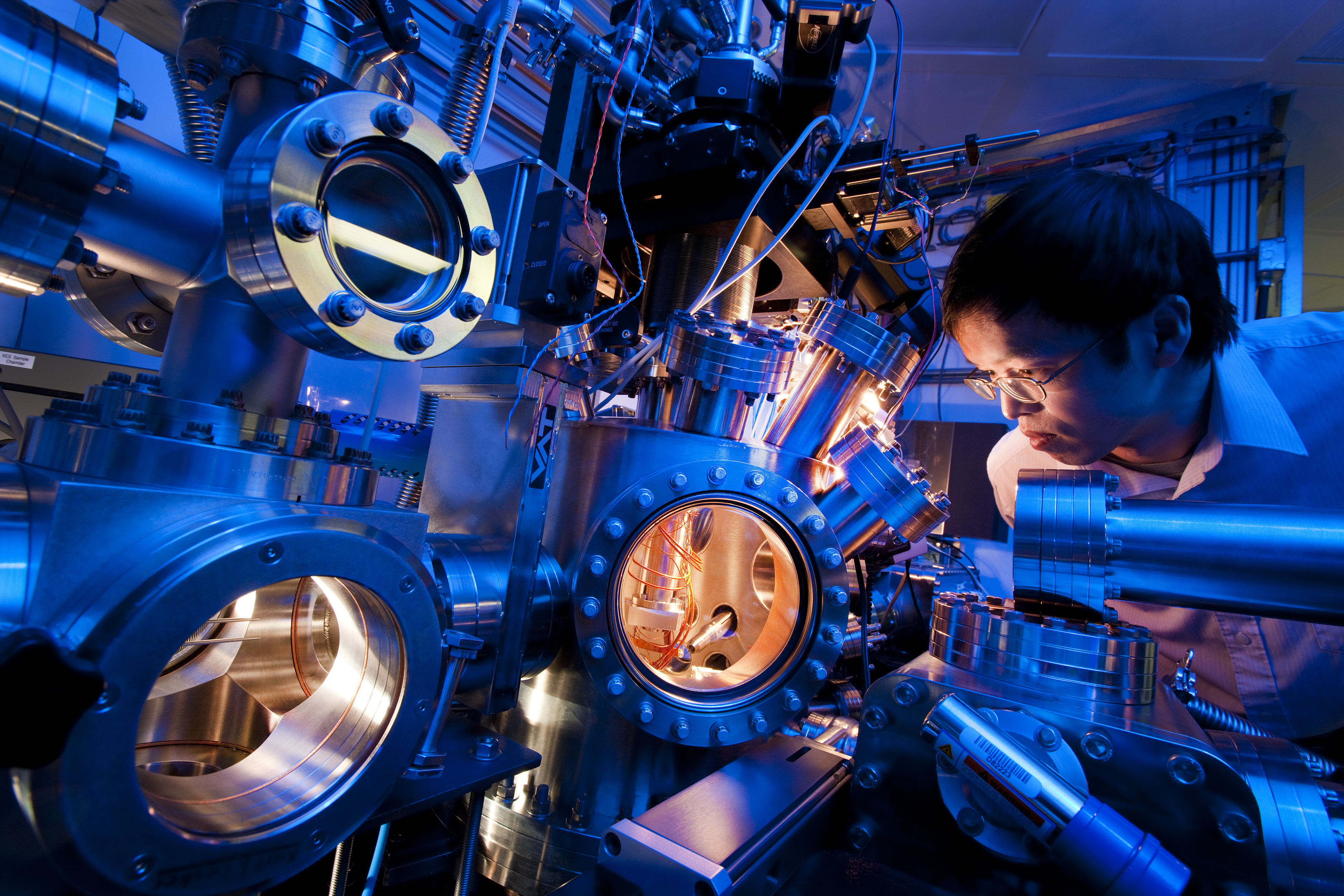
A linha de luz REIXS com cientista do CLS Feizhou He.

Uma equipa internacional liderada pelo Professor Ken Ng da Universidade de Calgary  resolveu a estrutura detalhada do RNA polimerase utilizando cristalografia de raios-X no CLS. Esta enzima replica-se como o vírus Norwalk se espalhando pelo corpo, e tem sido associada a outros super vírus , tais como a hepatite C, vírus do Nilo Ocidental e o resfriado comum. A sua duplicação é responsável pelo aparecimento de tais vírus.
O cientista do CLS Luca Quaroni e o Professor Alan Casson da Universidade de Saskatchewan usaram microscopia de infravermelho para identificar biomarcadores dentro de células individuais de tecido associado com esôfago de Barrett. Esta doença pode levar a uma forma agressiva de câncer conhecido como o adenocarcinoma de esôfago.
Pesquisadores da Universidade Lakehead e da Universidade de Saskatchewan utilizaram o CLS para investigar as mortes de marinheiros da Marinha Real  enterrados em Antígua, no final de 1700. Eles usaram fluorescência de raio-X para olhar para os elementos-traço, como o chumbo e estrôncio em ossos de um recém-escavado cemitério naval.
Cientistas da Universidade de Stanford, trabalaram com CLS cientistas para desenvolver uma bateria mais limpe e mais rápida. A nova bateria recarrega em menos de dois minutos, graças a uma recém-desenvolvida nano-estrutura de carbono. A equipe cresceu nanocristais de ferro e níquel em carbono. O resultado foi uma forte ligação química entre os materiais, que a equipe identificou e estudou na síncrotron.
Uma equipe liderada pelo Politecnico di Milano, incluindo cientistas da Universidade de Waterloo e a Universidade de British Columbia, descobriu a primeira evidência experimental de que uma onda de densidade de carga de instabilidade compete com a supercondutividade em supercondutores de alta temperatura. Eles usaram quatro síncrotrons incluindo a linha de luz REIXS no CLS.
Usando a linha de luz para espectroscopia de raio-x, uma equipe de pesquisa liderada por cientistas da Universidade do Estado de Nova York, Buffalo produziu imagens de grafeno mostrando como dobras e ondulações atuam como redutores de velocidade para elétrons, que afetam a sua condutividade. Isto tem implicações para o uso do grafeno em uma variedade de produtos futuros.
Uma colaboração entre a Universidade de Regina e o Museu Real de Saskatchewan foi investigar fósseis de dinossauros no CLS, incluindo "Scotty" um Tiranossauro encontrado na província de Saskatchewan, em 1991, um dos mais completos e de maiores esqueletos de T-rex já encontrado. Eles analisaram a concentração de elementos em ossos para estudar o impacto do meio ambiente sobre os animais.

## Programa Industrial e Impacto Econômico

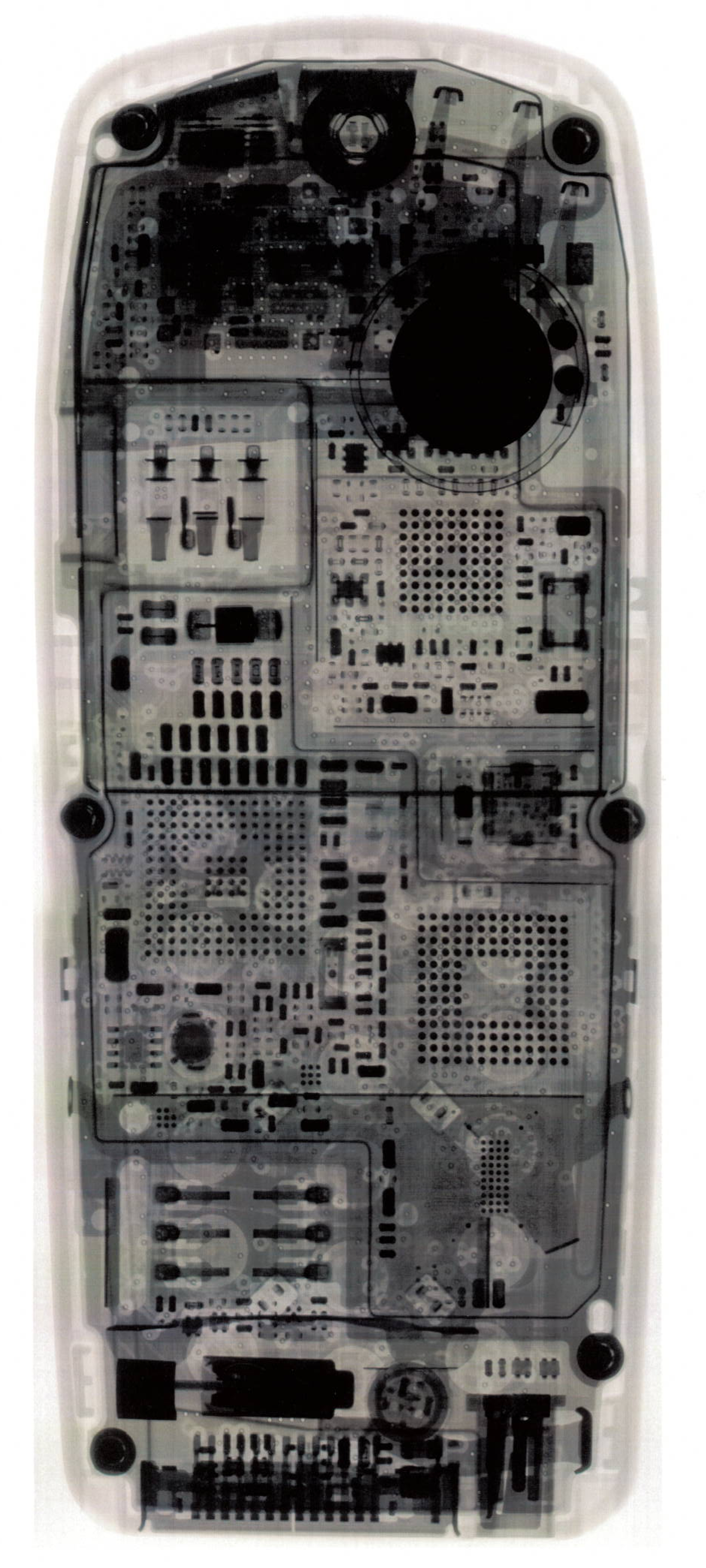
Imagem de um celular feita no CLS

Desde o início, o CLS mostrou um "forte compromisso para com os utilizadores industriais e de parcerias público/privado", como o então diretor Bancroft disse "mais de 40 cartas de apoio da indústria, indicando que [o CLS] é importante para o que eles fazem". Este compromisso tem sido alvo de várias críticas, nomeadamente pelo professor Howard Woodhouse da Universidade de Saskatchewan, uma vez que apenas duas empresas privadas forneceram financiamento de capital, mas o restante é proveniente de fundos públicos,. Por outro lado, até 25% dos tempo em linhas de luz no CLS é alocada para uso comercial. O CLS tem um grande grupo industrial, dentro da divisão de instalações experimentais, com cientistas que fazem a  ligação industrial com técnicas disponíveis no síncrotron para uma "não-tradicional" base de usuários que não são especialistas em ciências síncrotron. Em 2007, mais de 60 projetos haviam sido realizados apesar de, em um discurso no mesmo ano, o então CLS diretor Bill Thomlinson disse que "um dos maiores desafios para o síncrotron...é receber usuários privados através da porta", com menos de 10% do tempo que, na verdade, usado pela indústria.
Em 1999, o então prefeito de Saskatoon Dayday afirmou que "o CLS irá adicionar US$ 122 milhões para o PIB do Canadá durante a construção e US$ 12 milhões por ano depois". Um estudo de impacto econômico dos dois estudos financeiros de 2009/10 e 10/11 mostraram o CLS tinha acrescentado $45 milhões por ano para o PIB do Canadá, ou cerca de US$ 3 para cada $1 de operação de financiamento.
O CLS tem sido citado como um exemplo da comercialização de pesquisa da universidade de pôr em perigo as "outras áreas de estudo e pesquisa, que são consideradas de pouca utilidade imediata para gerar riqueza monetária privada". O próprio CLS afirmou que "o principal meio de acessar o CLS é através de um sistema de revisão de pares, o que garante que a proposta de ciência é da mais alta qualidade e permite o acesso ao laboratório para qualquer pesquisador interessado, independentemente da filiação regional, nacional, acadêmica, industrial ou governamental".

## Visitas Oficiais

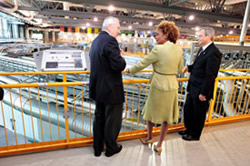
Michaëlle Jean (C) na Fonte de Luz do Canadá, com o Diretor do CLS, Josef Hormes (E) e da Universidade de Saskatchewan, o Presidente Peter MacKinnon (D).

O então Primeiro-Ministro Jean Chrétien visitou o CLS em novembro de 2000, durante um evento em Saskatoon de campanha para eleição de 2000. Ele deu um discurso no mezanino do prédio após seu passeio pelas instalações, elogiando o projeto para ajudar a inverter a fuga de cérebros de cientistas do Canadá. A Rainha e o Príncipe Philip visitaram o CLS, em Maio de 2005. A Rainha visitou o segundo andar, varanda, enquanto o Príncipe explorou as máquinas abaixo. O síncrotron foi desativada para a visita para reduzir o nível de ruído. Em agosto de 2010, a então Governador-Geral Michaëlle Jean visitou o CLS como parte de uma excursão de dois dias de Saskatchewan.
Em abril de 2012, o CLS foi "visitado" remotamente peloGovernador-Geral David Johnston. Ele estava visitando o LNLS (síncrotron no Brasil), durante um link ao vivo, por chat de vídeo e software de controle remoto, entre as duas instalações. Em 18 de janeiro de 2017, de Ministro  Canadense de Ciências  Kirsty Duncan visitou o complexo.

## Projeto de Isótopos Médicos
Com o fechamento do reator NRU no Laboratórios Chalk River em 2016, houve necessidade de encontrar fontes alternativas de isótopos médicos tecnécio-99m, um dos pilares da medicina nuclear. Em 2011, a Fonte de Luz Canadense recebeu $14 Milhões de dólares americanos em financiamento para investigar a viabilidade da utilização de um elétron LINAC para produzir molibdênio-99, o pai de isótopos do tecnécio-99. Como parte deste projeto, um LINAC de 35 MeV  foi instalado em um compartimento desocupado no sub-solo, anteriormente utilizados para experimentos fotonucleares com o SAL LINAC. Primeiras irradiações foram previstas para o final do verão de 2012, com os resultados a serem avaliados pelo Ciências da Saúde do Centro de Winnipeg.

## Programa educacional

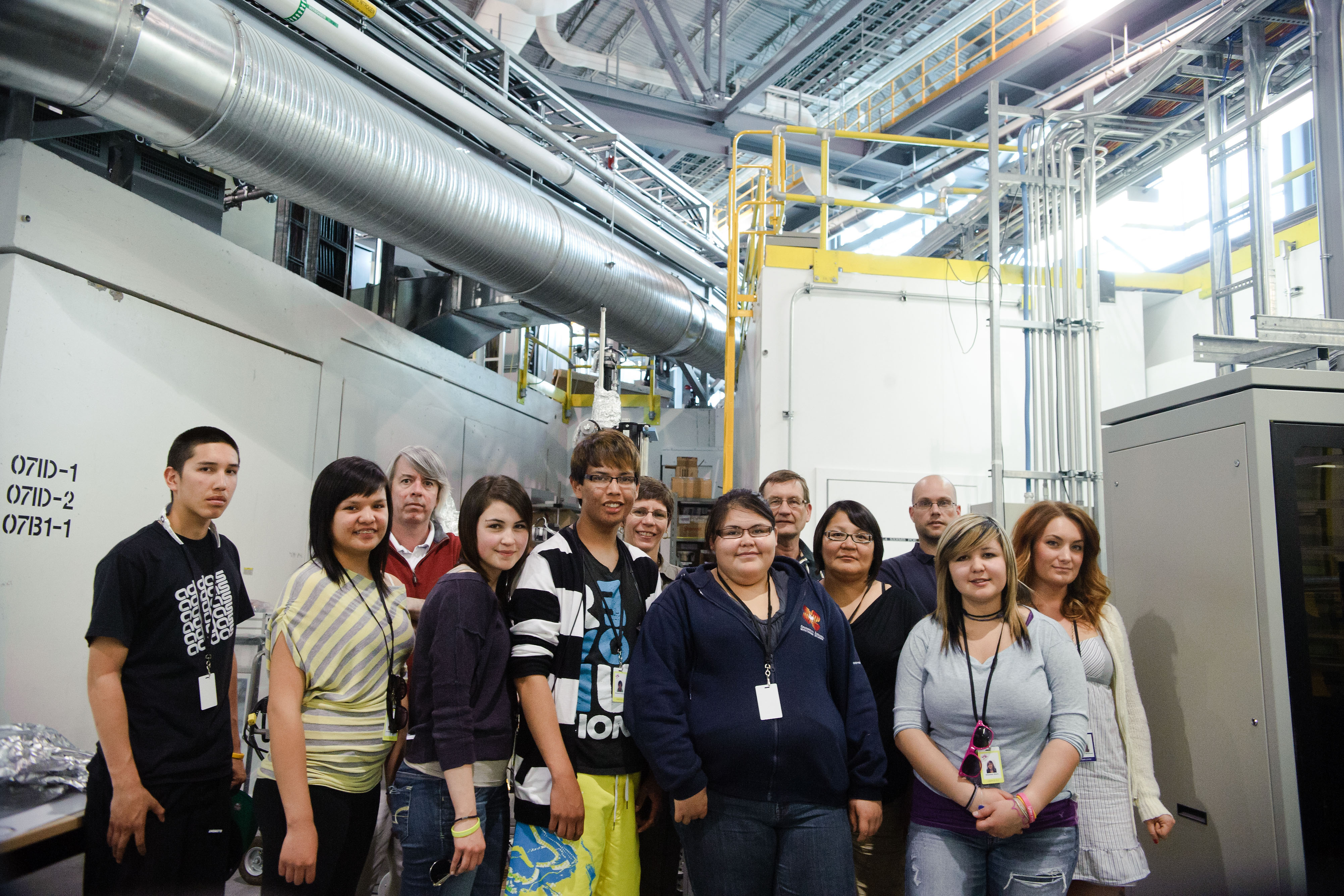
Alunos do ensino médio da La Loche na Fonte de Luz do Canadá

O CLS tem um programa de formação – "os alunos nas linhas de luz" – que é financiado pela NSERC Promoscience. Este programa de divulgação de ciência permite aos estudantes do ensino médio a experiência de ver o trabalho de um cientista, além de ter a oportunidade de utilizar as linhas de luz do CLS.
"O objetivo para os alunos," de acordo com a coordenadora educativa e de divulgação do CLS, Tracy Walker, "é fazer uma autêntica investigação científica que é diferente dos exemplos nos livros didáticos, que foram feitas milhares de vezes." os Alunos das seis províncias, bem como dos Territórios do Noroeste tem estado diretamente envolvidos em experiências, algumas das quais têm rendido investigações com qualidade de publicação.
Em 2012, o CLS foi premiado com o Premio de Educação e Comunicação da Sociedade Nuclear Canadense, em reconhecimento ao seu compromisso com a comunidade, divulgação, sensibilização do público sobre ciência síncrotron e desenvolvimento inovador e excelente programas educacionais, tais como Estudantes na linha de luz".

## Descrição técnica

### Aceleradores

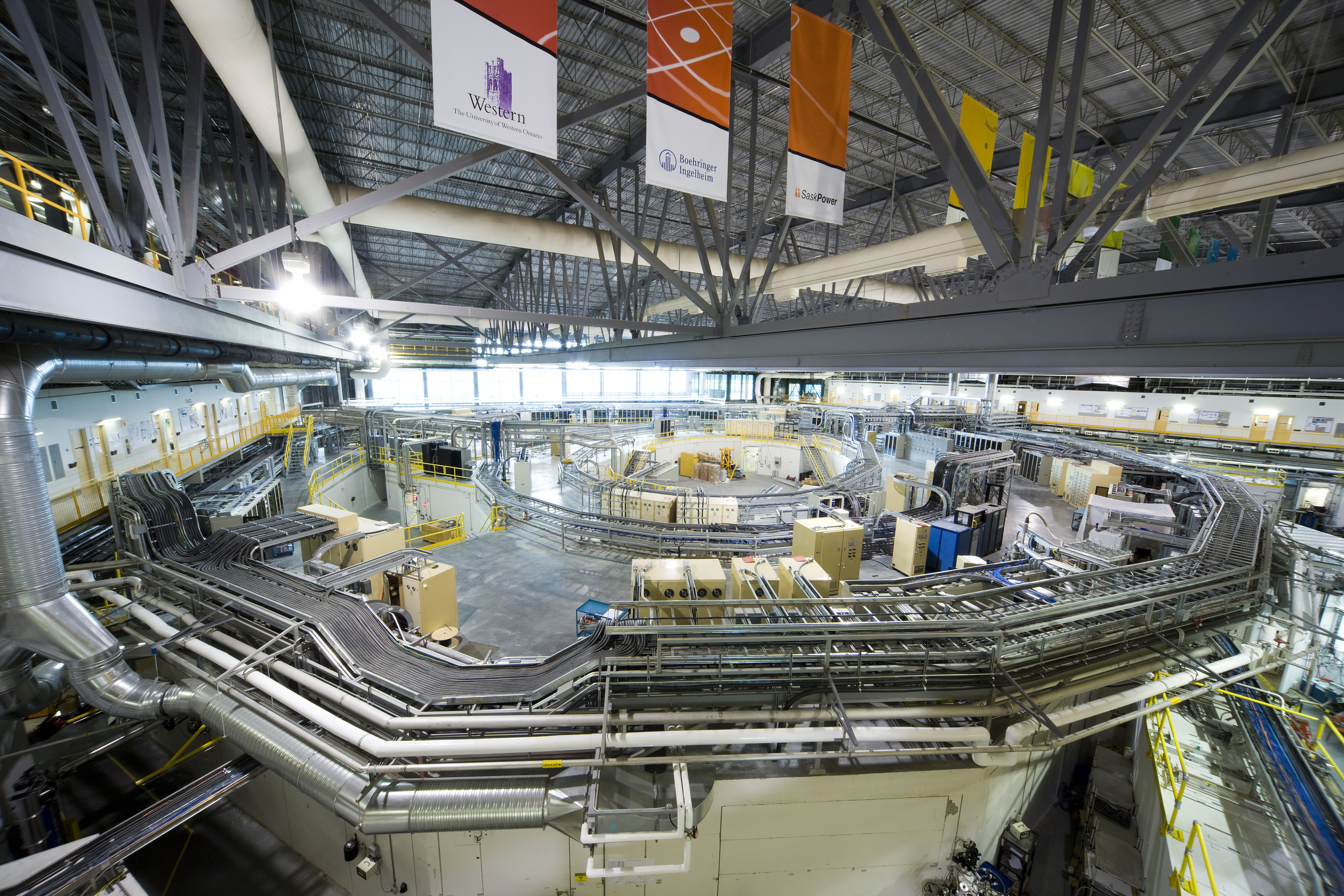
O booster e anel de armazenamento dentro do setor de experimentos.

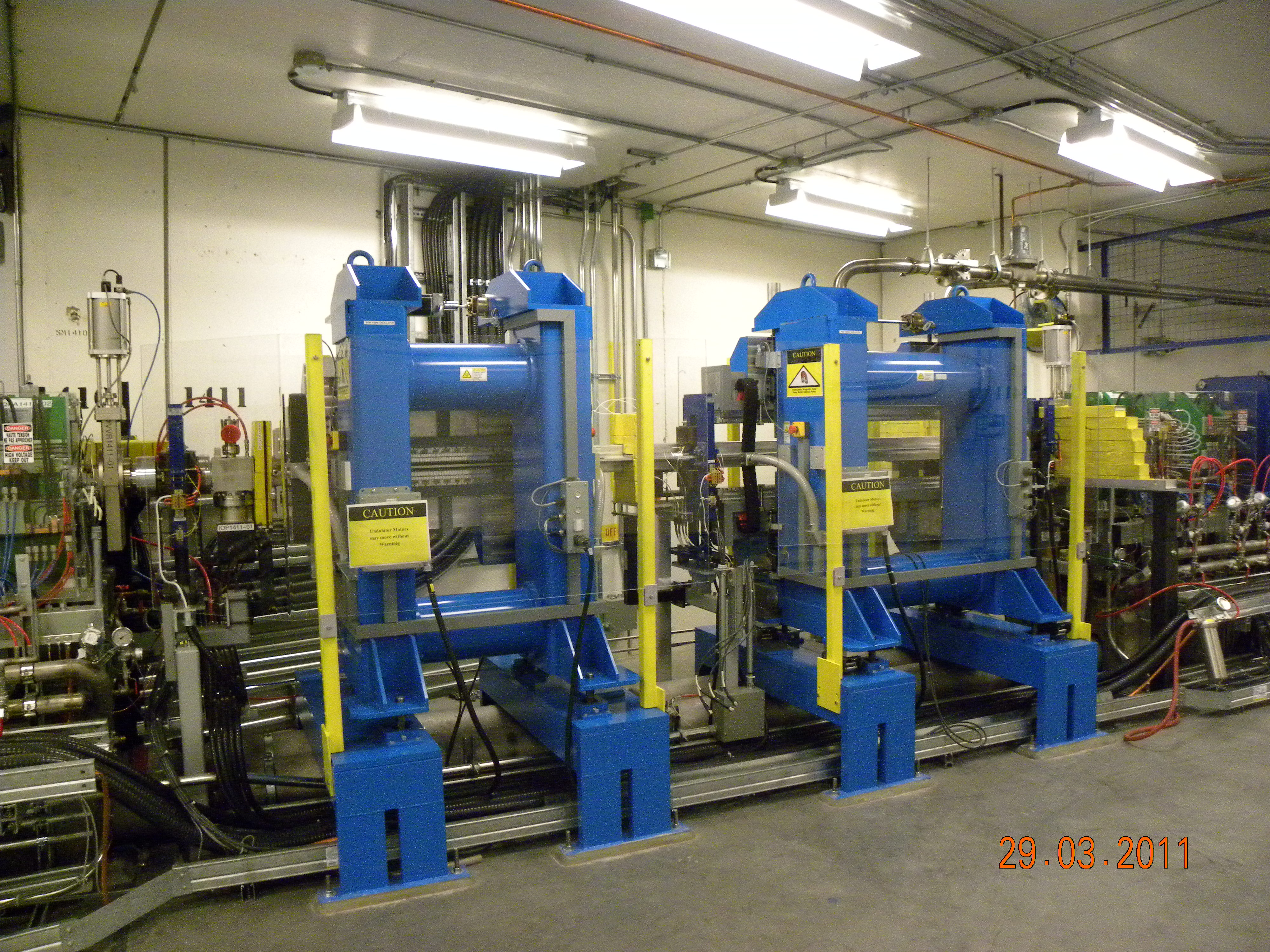
Onduladores Chicaned dentro do anel de armazenamento

#### Sistema de injeção
O sistema de injeção consiste em um LINAC de 250 MeV, uma linha de transferência de baixa energia, o booster síncrotron de 2,9 GeV, e uma linha de transferência de alta energia. O LINAC foi operado por mais de 30 anos como parte do Saskatchewan Accelerator Lab (SAL) e opera em 2856 MHz. Os 78 metros da linha de transferência de baixa energia levam os elétrons do LINAC no sub-solo até o booster no nível do chão no novo edifício do CLS, através de duas[chicanas verticais. A energia total de 2,9 GeV do booster, escolhida para dar uma alta estabilidade à órbita no anel de armazenamento, opera a 1 Hz, com uma frequência de 500 MHz, dessincronizada com o LINAC. Isso resulta em uma perda significativa de feixe na extração de energia.

#### Anel de Armazenamento
A estrutura celular do anel de armazenamento tem um conjunto bastante compacto com doze seções retas disponível para injeção, cavidades RF e 9 seções disponíveis para inserção de dispositivos. Cada célula tem dois imãs afinados, para permitir alguma dispersão nas seções retas – a chamada estrutura double-bend achromat – e, assim, reduzir o tamanho total do feixe. Bem como os dois ímãs de curva, cada célula tem três famílias de ímãs quadripolares e duas famílias de ímãs hexapolares. A circunferência do anel é de 171 metros, com seções retas com comprimento de 5,2 m. O CLS é a menor das mais recentes instalações síncrotron, o que resulta em uma relativamente alta emitância horizontal do feixe de 18,2 nm-rad. O CLS foi também uma das primeiros instalações com dois onduladores chicane em uma seção reta, para maximizar o número de inserção de dispositivo de linha de luz.
Todas as cinco linhas de raios-X da fase I utilizam  dispositivos de inserção. Quatro usam onduladores de ímã permanente projetado e montado no CLS, incluindo um ondulador sob vácuo e um ondulador de polarização elíptica (EPU). A linha de luz HXMA usa um Wiggler supercondutor construído pelo Budker Instituto de Física Nuclear em Novosibirsk. Na fase II acrescentou-se mais dois dispositivos, incluindo outro Wiggler supercondutor Budker, para a linha de luz BMIT. Na fase III serão adicionados mais quatro dispositivos, ocupando 8 dos 9 espaços disponíveis nas seções retas. Desenvolvimento de longo prazo inclui a substituição de dois onduladores da fase I por dispositivos de polarização elíptica.
O anel opera em uma corrente de 250 mA com duas injeções por dia. O status do feixe é mostrado em "Star Trek-esque" página da web, e usando a conta no Twitter CLSFC.

#### Cavidade RF de Supercondutor
O CLS foi a primeira fonte de luz a usar uma cavidade RF supercondutora (SRF) em anel de armazenamento a partir do início das operações. A cavidade de nióbio de 500 MHz é baseada no o Anel de Armazenamento de Elétrons (CESR) da Universidade Cornell, que permite perturbação de feixe nos modos de alta ordem para propagar para fora da cavidade onde eles podem ser muito eficaz amortecidos. A natureza  supercondutora da cavidade de nióbio significa que apenas 0,02% da potencia entregue ao RF é desperdiçado no aquecimento da cavidade, comparado a cerca de 40% para cavidades de condutores normais (cobre). No entanto, uma grande parte desta energia economizada - cerca de 160 kW dos 250 kW - é necessária para alimentar a planta criogênica necessário para o fornecimento de hélio líquido para a cavidade. A cavidade  SRF no CLS é alimentada com RF a partir de um Thales klystron de 310 kW.

### Linhas de Luz

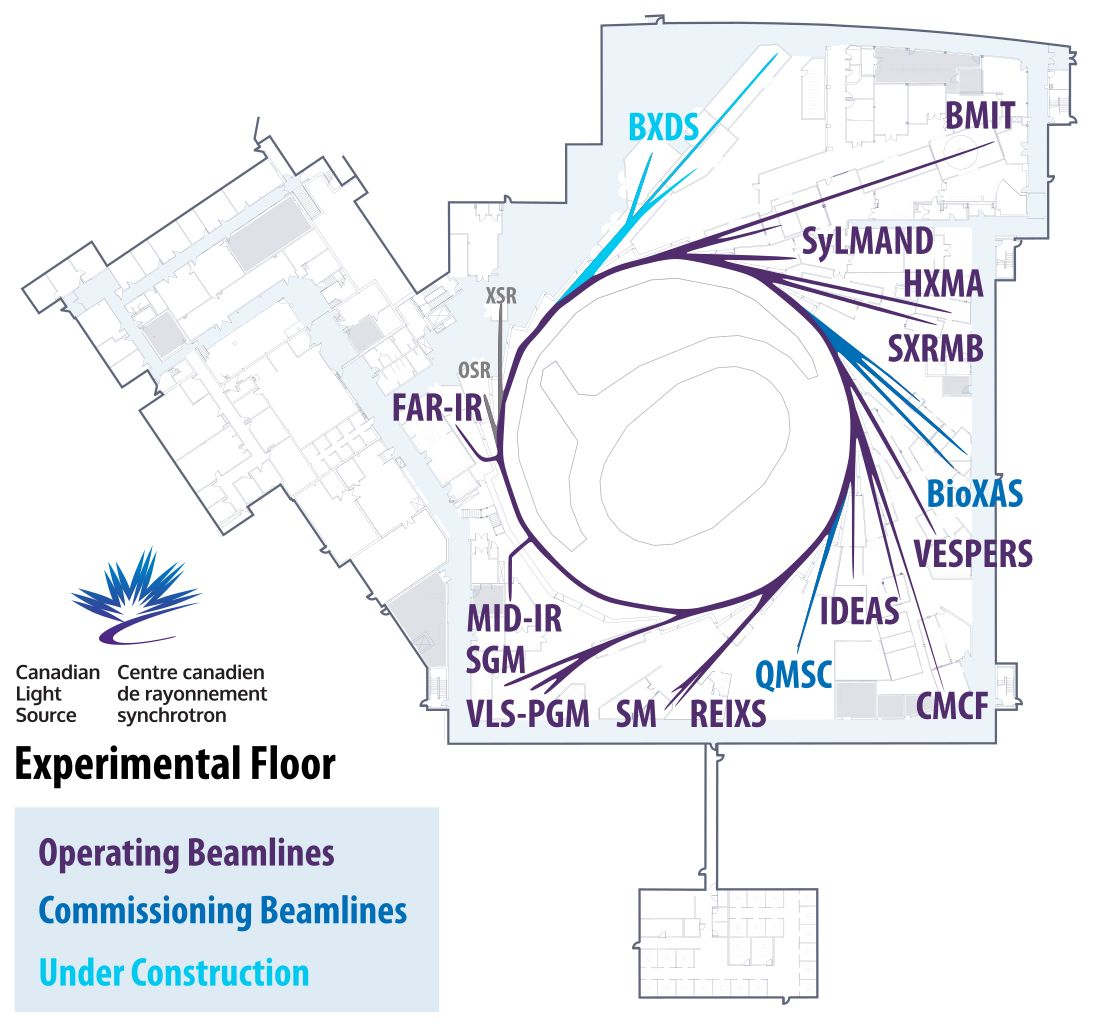
A disposição das linhas de luz na Fonte de Luz Síncrotron do Canadá.

«Preliminary Commissioning and Performance of the Soft X‐ray Micro‐characterization Beamline at the Canadian Light Source». AIP Conference Proceedings. AIP Conference Proceedings. 1234. doi:10.1063/1.3463208
| ID      | Nome                                                                                 | Porta atribuida | Fase | Fonte                        | Intervalo de energia (keV a menos que dito o contrario) | Uso |
| ------- | ------------------------------------------------------------------------------------ | --------------- | ---- | ---------------------------- | ------------------------------------------------------- | --- |
| BioXAS  | Life science beamline for X-ray absorption spectroscopy                              |                 | 3    | Wiggler e ondulador em vácuo |                                                         | Pesquisas de ciências da vida e do ambiente usando espectroscopia de absorção de raios X e imagens.                                                              |
| BMIT-BM | Biomedical Imaging and Therapy                                                       | 05B1-1          | 2    | Ímã de flexão                | 8–40                                                    | Imagens de animais pequenos a médios (até o tamanho das ovelhas)                                                                                                 |
| BMIT-ID | Biomedical Imaging and Therapy                                                       | 05ID-2          | 2    | Wiggler                      | 20–100                                                  | Maior energia e maiores capacidades animais do que é possível na linha BM                                                                                        |
| BXDS    | Brockhouse X-ray diffraction and scattering sector                                   |                 | 3    |                              |                                                         | Ressonante- e nao-ressonantes, espalhamento raio-x de pequeno e grande angulo. Difracao de raios-x.                                                              |
| CMCF-ID | Canadian Macromolecular crystallography Facility                                     | 08ID-1          | 1    | ondulador em vácuo           | 6.5–18                                                  | Linha de luz de cristalografia macromolecular adequada para estudar pequenos cristais e cristais com grandes células unitárias.                                  |
| CMCF-BM | Canadian Macromolecular Crystallography Facility                                     | 08B1-1          | 2    | Ímã de flexão                | 4–18                                                    | Cristalografia macromolecular de alto rendimento. |
| Far IR  | High Resolution Far Infrared spectroscopy                                            | 02B1-1          | 1    | Ímã de flexão                | 10–1000 cm−1                                            | Espectroscopia de infravermelho de resolução ultra-alta de moléculas de fase gasosa                                                                              |
| HXMA    | Hard X-ray micro-Analysis                                                            | 06ID-1          | 1    | Wiggler                      | 5–40                                                    | Estrutura fina de absorção de raios X, microssonda de raios X, difração de raios X                                                                               |
| IDEAS   | Educational beamline                                                                 |                 |      |                              |                                                         | Linha de luz educativa com finalidade específica |
| Mid IR  | Mid IR Spectromicroscopy                                                             | 01B1-1          | 1    | Ímã de flexão                | 560–6000 cm−1                                           | Espectroscopia por infravermelho na resolução espacial limitada por difração e espectroscopia fotoacústica                                                       |
| OSR     | Optical Synchrotron Radiation                                                        | 02B1-2          | 1    | Ímã de flexão                |                                                         | Linha de luz de diagnóstico do feixe do acelerador operando na faixa de raios X.                                                                                 |
| QMSC    | Quantum Materials Spectroscopy Centre                                                |                 | 3    | Double EPU                   |                                                         | |
| REIXS   | Resonant Elastic and Inelastic X-ray Scattering                                      | 10ID-2          | 2    | EPU                          | 80–2000 eV                                              | Espectroscopia de emissão de raios-X moles e espalhamento ressonante de raios-X moles.                                                                           |
| SGM     | High Resolution Spherical Grating Monochromator                                      | 11ID-1          | 1    | undulator                    | 240–2000 eV                                             | Espectroscopia de absorção de raios X, espectroscopia de foto-emissão de raios-X. Endstations intercambiáveis, permite o uso de amostras não compatíveis com UHV |
| SM      | Soft X-ray Spectromicroscopy                                                         | 10ID-1          | 1    | EPU                          | 100–2000 eV                                             | Microscopia de raios X de transmissão de varredura, microscopia eletrônica de fotoemissão.                                                                       |
| SXRMB   | Soft X-ray Microcharacterization Beamline                                            | 06B1-1          | 2    | Ímã de flexão                | 1.7–10                                                  | Estrutura fina de absorção de raios X, microssonda de raios-X.                                                                                                   |
| SyLMAND | Synchrotron Laboratory for Micro And Nano Devices                                    | 05B2-1          | 2    | Ímã de flexão                | 1–15                                                    | Litografia de raios X profundos com formato de grande área |
| VESPERS | Very Sensitive Elemental and Structural Probe Employing Radiation from a Synchrotron | 07B2-1          | 2    | Ímã de flexão                | 6–30                                                    | Microssonda de raios X dura usando difração de raios X e fluorescência de raios X. Espectroscopia de absorção de raios-X.                                        |
| VLS-PGM | Variable Line Spacing Plane Grating Monochromator                                    | 11ID-2          | 1    | ondulador                    | 5.5–250 eV                                              | Espectroscopia de Absorção de Raios-X de Alta Resolução |
| XSR     | X-Ray Synchrotron Radiation                                                          | 02B2            | 1    | Ímã de flexão                |                                                         | Linha de luz de diagnóstico do feixe do acelerador operando na faixa de raios X.                                                                                 |